# 2021년 2월 죽음
다음은 2021년 2월에 사망한 저명한 인물 목록이다.
- 2월 2일
  - 대한민국의 배우 김보경
  - 영국의 군인 톰 무어
- 2월 3일 - 미국의 테니스선수 토니 트래버트
- 2월 4일
  - 스웨덴의 영화배우 마가레타 와이버스
  - 조선민주주의인민공화국의 정치인 리재일
- 2월 5일
  - 대한민국의 언론인 금창태
  - 미국의 권투선수 레온 스핑크스
  - 캐나다의 영화배우 크리스토퍼 플러머
  - 스위스의 봅슬레이선수 요제프 벤츠
- 2월 6일
  - 대한민국의 정치인 윤석순
  - 폴란드의 영화배우 크시슈토프 코발레프스키
  - 미국의 정치인 조지 프랫 슐츠
- 2월 7일 - 미국의 정치인 론 라이트
- 2월 8일 - 프랑스의 영화배우 장클로드 카리에르
- 2월 9일 - 미국의 재즈 피아니스트 칙 코리아
- 2월 10일
  - 대한민국의 야구선수 하기룡
  - 스페인의 축구선수 엔리케 페레스 디아스
  - 미국의 방송인 래리 플린트
- 2월 11일
  - 대한민국의 교수 김성혜
  - 미국의 수학자 이저도어 싱어
- 2월 12일 - 대한민국의 정치인 이원배
- 2월 13일
  - 터키의 정치인 카디르 토프바시
  - 소련의 역도선수 유리 블라소프
- 2월 14일
  - 아르헨티나의 제40대 대통령 카를로스 메넴
  - 스리랑카의 정치인 W. J. M. 로쿠반다라
- 2월 15일
  - 대한민국의 통일운동가 백기완
  - 대한민국의 시인 김형영
  - 대한민국의 공무원 최광수
  - 아르헨티나의 축구선수 레오폴도 루케
- 2월 16일
  - 대한민국의 통일운동가 정경모
  - 대한민국의 정치인 차수명
- 2월 17일
  - 미국의 방송인 러시 림보
  - 탄자니아의 정치인 세이프 샤리프 하마드
- 2월 18일 - 대한민국의 기업인 방용훈
- 2월 19일 - 대한민국의 가수 김윤호
- 2월 20일 - 이탈리아의 축구선수 마우로 벨루지
- 2월 23일
  - 대한민국의 법조인 김정길
  - 대한민국의 성우 이병욱
- 2월 24일
  - 대한민국의 인권운동가 김기홍
  - 잉글랜드의 영화배우 로널드 픽업
- 2월 25일 - 대한민국의 언론인 이광표
- 2월 26일 - 파푸아뉴기니의 정치인 마이클 소마레
- 2월 27일 - 홍콩의 영화배우 오맹달
- 2월 28일 - 잉글랜드의 축구선수 글렌 로더